# Staurophora tenuis
Staurophora tenuis là một loài bướm đêm trong họ Noctuidae.